# Peter Dörsam
Peter Dörsam (* 11. Juli 1966 in Hamburg) ist ein deutscher Kommunalpolitiker (Bündnis 90/Die Grünen / UWG Heidenau) und seit dem 1. November 2014 hauptamtlicher Samtgemeindebürgermeister der Samtgemeinde Tostedt.

## Leben
Peter Dörsam verbrachte seine Kindheit in Tostedt und ging dort in die Grundschule. Mit 14 Jahren folgte ein Umzug mit seiner Familie nach Heidenau.
Er absolvierte nach bestandenem Abitur ein Doppelstudium der Physik und der Volkswirtschaftslehre.
Anschließend promovierte Peter Dörsam bis 2003 an der Universität Hamburg über ein kommunalpolitisches Thema. Der Titel seiner Dissertation lautete Private Bereitstellung öffentlicher Investitionsmittel. Zur ökonomischen Problematik ausgewählter Sonderfinanzierungen.
Seit dem Jahr 1992 betätigte er sich als Fachbuchautor und gründete daraufhin 1994 einen eigenen Verlag, den PD-Verlag.
Dörsam spielt Schach und gehört der Verbandsligamannschaft des MTV Tostedt an.

## Politik
Peter Dörsam ist seit 1982 Mitglied von Bündnis 90/Die Grünen und war von 1993 bis 1998 Abgeordneter im Kreistag des Landkreises Harburg.
Am 15. Juni 2014 gewann der unabhängige Kandidat Peter Dörsam die Samtgemeindebürgermeister-Stichwahl mit der Mehrheit von 61,7 % der gültigen Stimmen gegen den bisherigen Amtsinhaber Dirk Bostelmann (CDU), der 38,3 Prozent der Stimmen erhielt. Am 1. November 2014 trat Peter Dörsam sein Amt als hauptamtlicher Samtgemeindebürgermeister der Samtgemeinde Tostedt an.
Am 12. September 2021 wurde Peter Dörsam von den Bürgern der Samtgemeinde Tostedt in einer Stichwahl mit 57,2 % der Stimmen wiedergewählt und setzte sich damit gegen Rolf Aldag (CDU) durch, der 42,8 % der Stimmen erhielt.
Dörsam ist Sprecher des Projektbeirates Alpha-E.

## Schriften (Auswahl)
- Private Bereitstellung öffentlicher Investitionsmittel. Zur ökonomischen Problematik ausgewählter Sonderfinanzierungen. PD-Verlag, Heidenau 2004, ISBN 3-930737-65-5 (Zugleich: Universität Hamburg, Dissertation, 2003).
- Mathematik anschaulich dargestellt – für Studierende der Wirtschaftswissenschaften. 16. überarbeitete Auflage. PD-Verlag, Heidenau 2014, ISBN 978-3-86707-016-4.
- Mathematik in den Wirtschaftswissenschaften. Aufgabensammlung mit Lösungen. Über 170 grundlegende Klausuraufgaben mit ausführlichen Lösungsvorschlägen. 10., überarbeitete Auflage. PD-Verlag, Heidenau 2014, ISBN 978-3-86707-110-9.